# كأس المقاطعات الأوروبية 2001
كأس المقاطعات الأوروبية 2001 هو موسم من كأس المقاطعات الأوروبية. شارك فيه  8 فريقاً، وفاز فيه مورافيا.